# Предјамски Замак
Предјамски Замак или Замак Предјама (словен. Grad Predjama) је утврђење у Словенији, недалеко од Постојне. Подигнут је у XII веку на оштрој литици испред пећине (јаме) по чему је добио име. Најпознатији владар тврђаве био је Еразмо Јамски, који је дуго одолевао опсади, док на крају није убијен из катапулта, након што га је слуга издао. Утврда је данас обновљена и отворена као музеј са фигурама које дочаравају живот у средњовековном замку. У августу сваке године се на простору испред тврђаве одиграва Еразмов витешки турнир који окупља модерне витезове из Словеније и света.

## Положај замка
Предјамски замак са налази испод села Предјама. Удаљен је 10 km северозападно од Постојне односно 55 km југозападно Љубљане.

## Прошлост замка
Претпоставља се да је замак на улазу у пећину подигнут још у XII веку, пошто је најраније помињање утврде датирано у 1202. годину. Следећи помен тврђаве датиран је у 1274. годину када су замком управљале великаши Јамски, као вазали бискупа Аквилеје. Породица која је управљала замком и по њему добила име Јамски водила је порекло од породице витезова из Линца који су служили грофове Горичке. Замак је током XIII и XIV века постао озлоглашен као скровиште хајдука који су пресретали трговце у том крају који је био чувен по друмским разбојницима због чега су тадашњи хроничари били убеђени да у тамошњим шумама обитава сам ђаво са својим стадима.

### Еразмо Јамски
Средином XV века владао је Еразмо Јамски. Он је због својих веза са Матијом Корвином и убиства једног царског рођака пао у немилост тадашњег светог римског цара Фридриха III Хабсубуршког. Пошто је успео да избегне заробљавање Еразмо се повукао у свој замак из кога је почео да изводи хајдучке нападе на околне крајеве који су се налазили у саставу Светог римског царства. Да би окончао ове нападе гувернер Трста Гашпар Равбар је на челу царске војске напао Еразма у његовом замку и тако је почетком 1484. године отпочела вишемесечна неуспешна опсада Предјамског Замка коју је предводио Гашпар са својим војницима и четири тешка топа. Опсада је трајала током целе зиме и пролећа јер се Гашпар надао да ће успети да изгладни опсађене, али се десило супротно. Пећина која се налазила иза замка крила је у себи тајне пролазе којима су Еразмови људи излазили из утврде и допремали залихе хране и намерница у замак. Пркосећи опсадиоцима Еразмо им је за фашник катапултирао печеног вола. Касније им је за Васкрс послао печено јагње, да би потом наставио да шаље Тршћанском гувернеру слугу који је са собом доносио разна јела (дивљач, рибу, па чак и прве трешње када су сазреле).
На крају је Гашпар решио да поткупи слугу да му помогне у убиству Еразма. У саставу Предјамског Замка се као издвојена мала грађевина над провалијом налазио нужник до кога се стизало само преко малог моста. Слуга је прво заставицом означио тоалет, да би једне ноћи када је Еразмо отишао у тоалет, поткупљени слуга опсадиоцима дао светлостни сигнал свећом, након чега су они отворили ватру из топова и пројектилима разнели тоалет са све Еразмом у њему, након чега се замак предао. У народном предању је сачувано и да Еразмо није погинуо од топовских ђулади, већ од стења које се због дејства артиљерије срушило на полусрушени тоалет.
После Еразмове погибије замком је управљао Адам Пиргсталер, да би од 1567. године замком завладала породица Кобенцл. Управу замком су 1846. године добили грофови од Виндишграца који су њиме владали све до 1945. године, када су га власти ДФЈ национализовале после чега је постао власништво СР Словеније односно републике Словеније након њене сецесије од СФРЈ 1991. године.

## Развој и изглед замка
Замак данас чини систем вишеспратних грађевина које чине својеврсну целину сачињену од делова, који припадају различитим архитектонским епохама и стиловима, који се међусобно допуњују и надовезују. Највећи део замка припада ренесансном периоду када су га његови тадашњи власници Кобенцли обновили и проширили о чему сведочи година (1583) испод њиховог грба на улазној кули. Најстарији делови замка налазе се у самој пећини, док су се њени делови дуго времена коришћени као штала за коње.
Замак чине улазна кула на коју се надовезује одбрамбрени део, на који се наставља део за становање са обновљеним нужником. Иза овог предњег дела на самом улазу у пећину односно пред њеним гротлом уздиже се Донжон кула.

## Замак данас
Данас претворен у музеј. Грађевине које су га сачињавале су у потпуности обновљене, а његова унутрашњост је испуњена аутентичним конзервираним намештајем и покућством. Утисак средњовековног живота додатно појачавају фигуре људи у природној величини како обављају свакодневне послове. Најзанимљивије одаје у музеју су:
- Тамница
- Капела
- Одаје за становање

Музејску поставку чини и старо оружје, слике и пијета(фр. pietà, кип од белог мермера) из 1420. године. Остатак блага (укључујући и богату колекцију из XVI века) које се некада налазило у ризници Предјамског Замка данас се налази у Народном музеју у Љубљани.
Недалеко од замка се налази и поред мале готске цркве из XV века поред кој се налази липом, која се данас назива Еразмова липа и под којом је, према предању, сахрањен Еразмо Јамски.

## Еразмов витешки турнир
У знак сећања на Еразма Јамског се у августу сваке године под замком се одиграва витешки турнир. Први турнир одржан је 1996. године, а његови учесници се труде да оживе изглед таквих турнира из XVI века када је Предјамски Замак добио свој данашњи изглед током обнове и проширења које су спровели Кобенцли.
Турнирска дешавања са састоје од низа активности предвиђених за различите „друштвене класе":
- Племићи
- Слуге
- Деца

а најзанимљивији део су свакако витешка такмичења:
- Гађање луком и стрелом
- Борба мачевима
- Двобоји коњаника

Сам турнир протиче под будним оком три славне историјске личности:
- Еразма Јамског, чувеног управника замка
- Андреаса Бојмкирхнера, Еразмов пријатељ и командант одбране Беча
- Бискупа Пиколоминија (итал. Piccolomini), који је освештао капелу у Предјамском Замку и који је познатији као папа Пије II

Турнир представља велику туристичку атракцију, због чега је попримио и међународни карактер. На турниру 2006. године учествовали су модерни витезови из:
- Словенија
- Србија
- Чешка
- Италија